# Movistar Plus+ App
Movistar Plus+ Lite (léase Movistar Plus Lite), anteriormente Movistar+ Lite, era un servicio de vídeo bajo demanda (VOD) de libre transmisión anunciado por Telefónica en junio de 2019 y reemplazado el 1 de agosto de 2023 por la plataforma OTT Movistar Plus+. Una de las características que tenía era que estaba disponible para clientes de otros proveedores de acceso a internet diferentes a Telefónica. Entre los contenidos que incluía, estaban los canales #0 por M+, #Vamos por M+, Series por M+, Series 2 por M+, Fox, Warner TV, Comedy Central y AMC además de un catálogo de series y de películas a demanda y múltiples programas de televisión.

## Historia
El 5 de junio de 2019, Movistar+ lanza Movistar+ Lite con la intención de hacerse un hueco en el mercado frente a otras OTTs de vídeo como Netflix, HBO España o Amazon Prime Video.
El 13 de marzo de 2020, con la situación de pandemia de enfermedad por coronavirus, varios medios de prensa informaron sobre la posibilidad de disfrutar del primer mes de suscripción gratis a Movistar+ Lite. En suma, Movistar+ ha decidido ampliar la oferta de contenidos ofrecidos a través de la plataforma, al menos, hasta el 30 de abril de 2020. Ahora incorpora canales infantiles como Disney Junior, Disney Channel, Nick Jr., Nickelodeon, Panda y Baby TV. También, incorpora los canales generalistas ofrecidos en la TDT como La 1, La 2, Antena 3, Cuatro, Telecinco y La Sexta. Hay otros canales del paquete de cine como son TCM y Hollywood, que en otras ocasiones demandaban los usuarios, y que serán visibles para ellos.
El 19 de enero de 2022, Movistar+ Lite cambió de nombre a Movistar Plus+ Lite, cambio que contrajo una nueva denominación en sus canales propios y una nueva identidad visual.
El 1 de agosto de 2023, Movistar Plus+ Lite desapareció debido a una reestructuración de la plataforma y siendo reemplazado por la nueva plataforma OTT Movistar Plus+.

## Disponibilidad
El contenido está disponible a través de la aplicación Movistar Plus+ en dispositivos, tanto como canal en directo (emisión lineal a la señal original) como en VOD.
Movistar Plus+ en dispositivos, es visible a través de su aplicación en iOS y Android, la web ver.movistarplus.es, las Televisión inteligente de Samsung, LG y televisores con Android TV integrado y dispositivos como Amazon Fire TV Stick y dispositivos Android TV.